# Dithalama desueta
Dithalama desueta är en fjärilsart som beskrevs av W. Warren 1902. Dithalama desueta ingår i släktet Dithalama och familjen mätare. Inga underarter finns listade i Catalogue of Life.